# Gerinne 614317
Gerinne 614317 ist ein einen Kilometer langer Gebirgsbach im Ort Zeiringgraben, der das gleichnamigen Tals durchfließt und in den Zeiringbach mündet.